# Hanelle M. Culpepper
Hanelle M. Culpepper (* 22. September 1970 in Birmingham, Alabama) ist eine US-amerikanische Regisseurin, die vor allem durch ihre Arbeit als Fernsehregisseurin von Episoden aus 90210, Parenthood, Criminal Minds, Revenge, Grimm und anderen Serien bekannt ist. Außerdem führte sie Regie bei den Spielfilmen Within (2009), Deadly Sibling Rivalry (2011), Murder on the 13th Floor (2012) und Hunt for the Labyrinth Killer (2013).

## Ausbildung
Culpepper stammt aus Alabama und ist eine Absolventin der Indian Springs School. Sie besuchte das Lake Forest College, wo sie Wirtschaftswissenschaften und Französisch als Hauptfach studierte und ihren Abschluss mit Summa Cum Laude und Phi Beta Kappa machte. An der USC Annenberg School for Communication erwarb sie ihren M.A.

## Werk
Nachdem Culpepper zunächst als Assistentin der Oscar-gekrönten Drehbuchautorin und Regisseurin Callie Khouri tätig gewesen war, wurde sie für den angesehenen Regie-Workshop für Frauen des American Film Institute ausgewählt. Ihr Kurzfilm A Single Rose gewann zahlreiche Preise und wurde auf Filmfestivals weltweit gezeigt, darunter 2004 das Showcase der International Cinematographers Guild beim Filmfestival von Cannes. Es folgte der weitere Kurzfilm Six and the City und schließlich Culpeppers erster eigenständiger Spielfilm, der Thriller Within. Er wurde beim Big Bear Horrorfilm-Festival mit dem Preis Outstanding Feature Film ausgezeichnet und hatte seine Fernsehpremiere auf dem Sender Lifetime. In den folgenden Jahren drehte Hanelle mehrere Thriller, darunter Murder on the 13th Floor mit der jungen Tessa Thompson. Culpeppers Fernsehkarriere begann mit der Teilnahme an einer Regie-Initiative des Medienunternehmens NBC Universal, die zu einer Regiearbeit für die Serie Parenthood führte.
Culpepper war die erste weibliche Regisseurin, die eine neue Star-Trek-Serie in der Geschichte dieses Franchise einführte, in dem sie bei den ersten beiden Episoden von Star Trek: Picard die Regie übernahm.

## Auszeichnungen
Culpepper wurde für den NAACP-Preis für herausragende Regie in einer Dramaserie für die Criminal Minds-Episode „The Edge of Winter“ nominiert. Shemar Moore gewann den Preis für den besten Schauspieler für diese Episode.

## Filmografie (Fernsehserien)
- 2012: 90210 (1 Folge)
- 2012: Parenthood (1 Folge)
- 2014–2016: Criminal Minds (4 Folgen)
- 2014: Revenge (1 Folge)
- 2015: American Crime (1 Folge)
- 2016–2018: The Flash (3 Folgen)
- 2015: Hawaii Five-0 (1 Folge)
- 2015:Grimm (2 Folgen)
- 2015–2016: Castle (3 Folgen)
- 2015: Stalker (1 Folge)
- 2016–2017; The Originals (2 Folgen)
- 2015: Sleepy Hollow (1 Folge)
- 2016–2018: Gotham (2 Folgen)
- 2016: Empire (1 Folge)
- 2016: Mistresses (2 Folgen)
- 2016: American Gothic (1 Folge)
- 2017: Quantico (1 Folge)
- 2017: Rosewood (1 Folge)
- 2017: Ten Days in the Valley (1 Folge)
- 2017: How to Get Away with Murder (1 Folge)
- 2018–2020: Star Trek: Discovery (3 Folgen)
- 2018: Lucifer (1 Folge)
- 2018: UnREAL (1 Folge)
- 2018: Supergirl (1 Folge)
- 2018: S.W.A.T. (1 Folge)
- 2018: The Crossing (1 Folge)
- 2019: Mayans M.C. (1 Folge)
- 2019: Counterpart (2 Folgen)
- 2019: NOS4A2 (1 Folge)
- 2019: Star Trek: Picard (3 Folgen)
- 2024: The Acolyte (2 Folgen)